# Президенти-Нереу
Президенти-Нереу (порт. Presidente Nereu) — муниципалитет в Бразилии, входит в штат Санта-Катарина. Составная часть мезорегиона Вали-ду-Итажаи. Входит в экономико-статистический  микрорегион Риу-ду-Сул. Население составляет 1958 человек на 2006 год. Занимает площадь 224,672 км². Плотность населения — 8,7 чел./км².

## История
Город основан 30 декабря 1961 года.

## Статистика
- Валовой внутренний продукт на 2003 составляет 16 241 995,00 реалов (данные: Бразильский институт географии и статистики).
- Валовой внутренний продукт на душу населения на 2003 составляет 7672,18 реалов (данные: Бразильский институт географии и статистики).
- Индекс развития человеческого потенциала на 2000 составляет 0,774 (данные: Программа развития ООН).

## География
Климат местности: мезотермический гумидный.